# Чарна-Домброва (Битівський повіт)
Чарна-Домброва (пол. Czarna Dąbrowa, нім. Czarndamerow, 1939-45: Sonnenwalde) — село в Польщі, у гміні Студзениці Битівського повіту Поморського воєводства.
Населення — 107 осіб (2011).
У 1975-1998 роках село належало до Слупського воєводства.

## Демографія
Демографічна структура станом на 31 березня 2011 року:
|          | Загалом | Допрацездатний вік | Працездатний вік | Постпрацездатний вік |
| -------- | ------- | ------------------ | ---------------- | -------------------- |
| Чоловіки | 57      | 11                 | 40               | 6                    |
| Жінки    | 50      | 9                  | 31               | 10                   |
| Разом    | 107     | 20                 | 71               | 16                   |